# Ellen King
Ellen King, född 16 januari 1909 i Renfrew, död februari 1994 i Parkgate, var en brittisk simmare.
King blev olympisk silvermedaljör på 100 meter ryggsim vid sommarspelen 1928 i Amsterdam.